# Thomas F. Wilson
Thomas Franklin Wilson Jr. (Filadelfia, 15 de abril de 1959) es un actor, comediante, escritor, músico, pintor y actor de voz estadounidense. Es más conocido por su papel del antagonista Biff Tannen en la trilogía de Back to the Future (1985-1990).

## Biografía
Thomas Wilson nació en Filadelfia (Pensilvania) y asistió a la Radnor High School, donde estudió artes dramáticas. Cursó estudios de Política internacional en la Universidad Estatal de Arizona, y también fue a clases de música y tocó la tuba en la banda de música de la Radnor High School. La primera experiencia real de Wilson fue como comediante mientras estudiaba en la American Academy of Dramatic Arts.
Su primer papel importante fue el de un matón llamado Biff Tannen en la película Back to the Future (1985). El talento de Wilson como comediante y actor se combinó para interpretar al personaje de Biff. Cuando Back to the Future se convirtió en una trilogía, naturalmente, le pidieron que interpretase en las otras dos películas a Griff, el nieto de Biff, y al bisabuelo de Biff, Buford Mad Dog Tannen. Thomas aceptó bajo la condición sine qua non de que ambas películas estuvieran desarrolladas por Robert Zemeckis y Bob Gale, los desarrolladores de la primera.

## Pintura
Wilson también es un destacado pintor. En 2006 fue seleccionado para ingresar en la California Featured Artist Series, en Disneylandia.

## Filmografía (parcial)

### Cine y televisión
- Back to the Future (1985) - Biff Tannen
- Let's Get Harry (1986) - Bob Pachowski
- April Fool's Day (1986) - Arch Cummings
- Action Jackson (1988) - Officer Kornblau
- Back to the Future Part II (1989) - Biff Tannen/Griff Tannen/Viejo Biff Tannen/Biff Tannen rico
- Back to the Future Part III (1990) - Buford Perro Rabioso Tannen/Biff Tannen
- High Strung (1991) - Al Dalby
- Blood in Blood Out: Bound by Honor (1993) - Rollie McCann
- Un campamento en ninguna parte (1994) - Teniente Eliot Hendricks
- Caroline at Midnight (1994) - Oficial Keaton
- Born to Be Wild (1995) - Lou Greenburg
- Andersonville (1996) - Thomas Sweet
- Un gato del FBI (1997) - Melvin
- Men in White (1998) - Ed Klingbottom
- Girl (1998) - Repartidor de tickets
- Freaks and Geeks (1999-2000) - Entrenador Fredricks
- Atlantis: Milo's Return (2003) (Voz) - Carnaby
- Ed, serie de televisión (2003)
- Two and half men (2003) - Episodio 1x01
- The SpongeBob SquarePants Movie (2004) (Voz) - Pez #3/Pez Resistente #1, Victor (voz)
- Ghost Whisperer (2006-2008) - Tim flaherty
- Zoom y los superhéroes (2006) - Profesor de Dylan
- Larry the Cable Guy: Health Inspector (2006) - Bart Tatlock
- El desinformante (2009) - Mark Cheviron
- Río (2011) (Voz) - Ave azul atrapada.
- The Heat (2013) - Capitán Woods
- Tom and Jerry's Giant Adventure (2013) - Mr. Bigley/Ginormous (voz; directo a video)
- Mad (2013) - Superman/Patrick Jane/Tube Feud Announcer (voz; un episodio)
- See Dad Run (2014) - Director Templeman (voz; dos episodios)
- Bob Esponja: Un héroe fuera del agua (2015) - Cliente enojado #1 (voz)
- Pig Goat Banana Cricket (2015-presente) - Banana, Chef, Beefy Teamster #2, Body Builder (voz; 26 episodios)
- The Ranch (2016) - Coach Fitzgerald (1 episodio)
- K.C. Undercover (2016) - Agente Whitman (1 episodio)
- Trollhunters (2016-presente) - Entrenador Lawrence (12 episodio) (voz)
- School of Rock (2016) - Padre del Sr. Finn
- Legends of Tomorrow (2018) - Padre de Nate Heywood/Steel

| Año       | Título                        | Rol                   | Notas |
| --------- | ----------------------------- | --------------------- | --- |
| 1982      | Knight Rider                  | Chip                  | 1 Episodio |
| 1996      | Sabrina The Teenage Witch     | Simon                 | |
| 2000      | Titus                         | Joe                   | Episodio 35 - «Amy's Birthday» |
| 2005      | Zoey 101                      | Entrenador Phelps     | T01E11 - «Disc Golf» |
| 2006-2008 | Ghost Whisperer               | Tim Flaherty          | T02E06 - «The Woman of his Dreams» T02E13 - «Déjà Boo» T02E17 - «The Walk In» T02E19 - «Delia's First Ghost» T02E21 - «The Prophet» T04E07 - «Threshold» |
| 2007      | House M. D.                   | Lou                   | T04E06 - «Whatever it takes» |
| 2013      | Zack Stone Is Gonna Be Famous | Mr. Andrew Drew Stone | Papel principal; 12 episodios |